# Cucumariidae
Cucumariidae — родина деревощупальцевих голотурій (Holothurioidea).

## Опис
Дрібні або середнього розміру голотурії з десятьма деревоподібними щупальцями. Мешкають на піщаному або кам'янистому дні на великій глибині, зрідка трапляються серед коралових рифів. Живляться, відфільтровуючи з води органічні рештки. Роди Paracucumaria і Pseudocolochirus містять в організмі токсини голотурин та голотоксин, які виділяються коли тварина поранена або гине. Виділенням цих токсинів, також, може супроводжуватись нерест. Таким чином голотурії захищають ікру.

## Систематика
Родина включає понад 300 видів у 65 родах:
- Abyssocucumis Heding, 1942
- Actinia Pallas, 1766
- Actinocucumis Ludwig, 1875
- Amphicyclus Bell, 1884
- Anaperus Troschel, 1846
- Apseudocnus
- Apsolidium O'Loughlin & O' Hara, 1992
- Aslia Rowe, 1970
- Australocnus
- Benthophyllophorus
- Botryodactyla
- Caespitugo Gutt, 1990
- Cercodemas Selenka, 1867
- Cladodactyla Brandt, 1835
- Colochirus Troschel, 1846
- Cucamba
- Cucumaria Blainville, 1830
- Cucumella Heding, 1935
- Cucuvitrum O'Loughlin & O' Hara, 1992
- Ekmania Hansen & McKenzie, 1991
- Eucyclus
- Euthyonacta
- Euthyonidium
- Hemioedema Hérouard, 1929
- Heterocucumis Panning, 1949
- Labidodesmus
- Leptopentacta H.L. Clark, 1938
- Loisettea Rowe & Pawson, 1985
- Mensamaria H.L. Clark, 1946
- Microchoerus Gutt, 1990
- Neoamphicyclus Hickman, 1962
- Neocnus Cherbonnier, 1972
- Neocucumella Pawson, 1962
- Neocucumis Deichmann, 1944
- Ocnus Forbes & Goodsir, in Forbes, 1841
- Orbithyone Clark, 1938
- Orcula
- Panningia Cherbonnier, 1958
- Paracolochirus
- Paracucumaria Panning, 1949
- Parathyonacta
- Parathyone
- Parathyonidium
- Parocnus
- Patallus Selenka, 1868
- Pawsonellus Thandar, 1986
- Pawsonia Rowe, 1970
- Pentacta Goldfuss, 1820
- Pentactella
- Pentocnus O'Loughlin & O'Hara, 1992
- Plesiocolchirus Cherbonnier, 1946
- Plesiocolochirus Cherbonnier, 1946
- Pseudaslia Thandar, 1991
- Pseudoaslia Thandar, 1991
- Pseudocnella Thandar, 1987
- Pseudocnus Panning, 1949
- Pseudocolochirus Pearson, 1910
- Pseudopsolus Ludwig, 1898
- Pseudrotasfer
- Psolidiella Mortensen, 1926
- Psolidocnus
- Psoliocucumis
- Roweia Thandar, 1985
- Semperia
- Siphothuria
- Squamocnus O'Loughlin & O'Hara, 1992
- Staurocucumis Ekman, 1927
- Staurothyone H.L. Clark, 1938
- Stereoderma Ayres, 1851
- Thyonacta
- Thyonella Verrill, 1872
- Thyonidium Düben & Koren, 1846
- Trachasina  Thandar
- Trachycucumis
- Trachythyone Studer, 1876
- Uroxia Costa, 1869 [1]

## Галерея

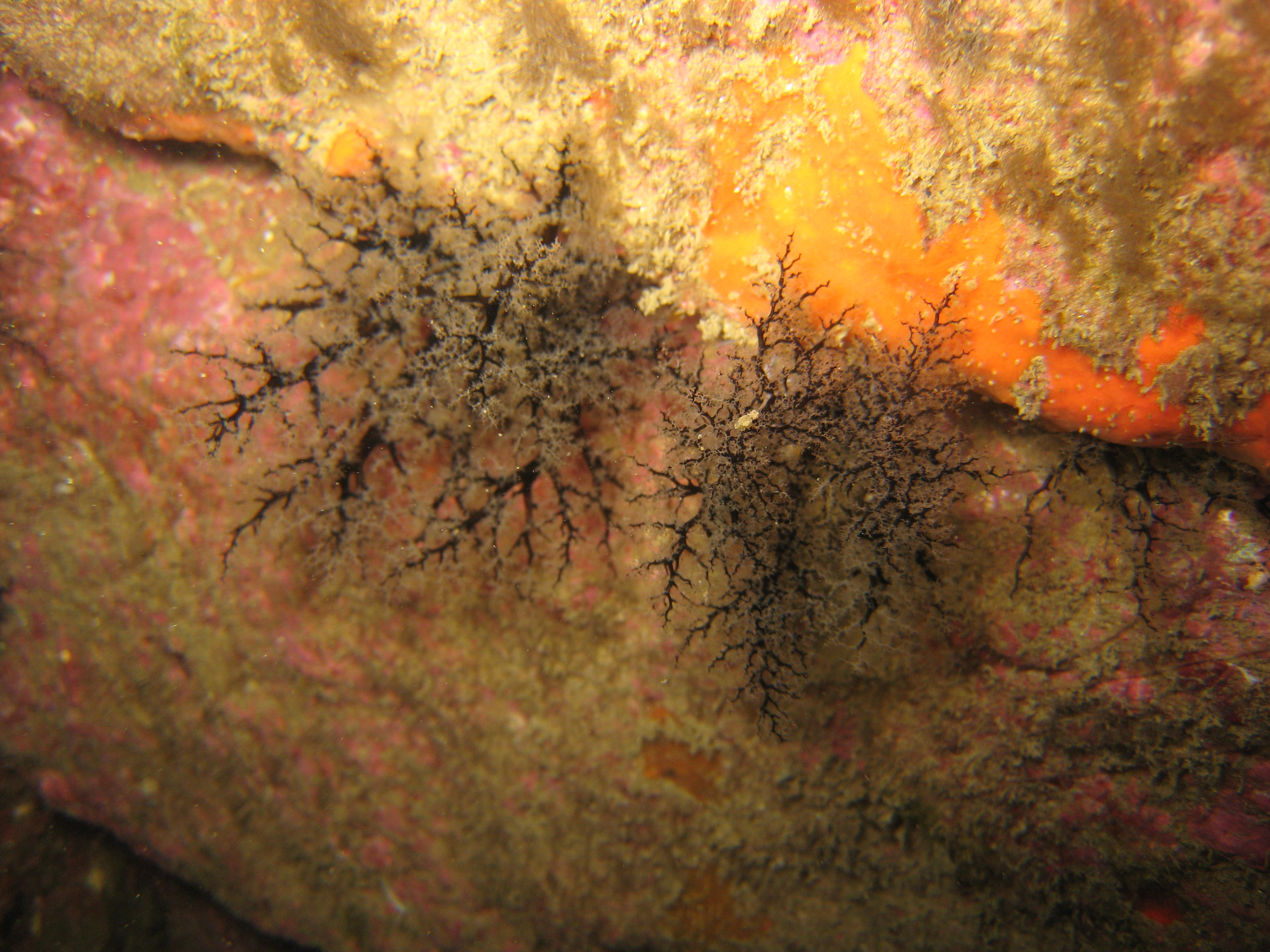
Aslia lefevrii
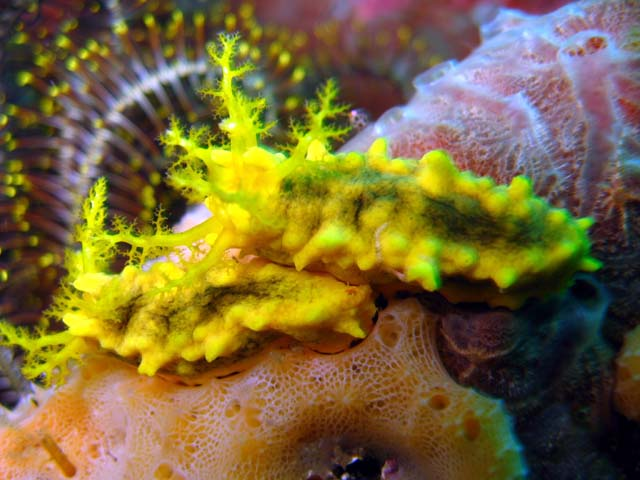
Colochirus robustus
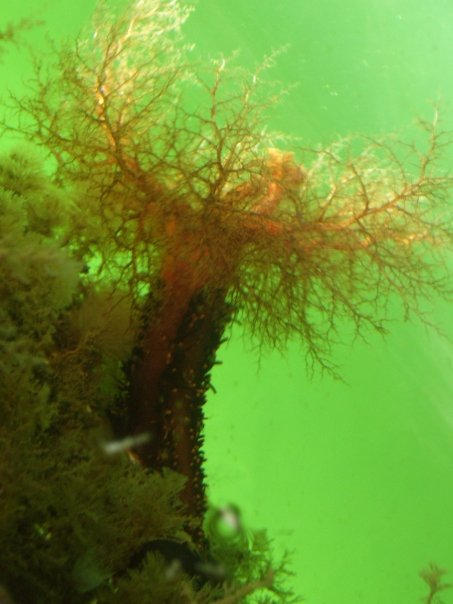
Cucumaria miniata
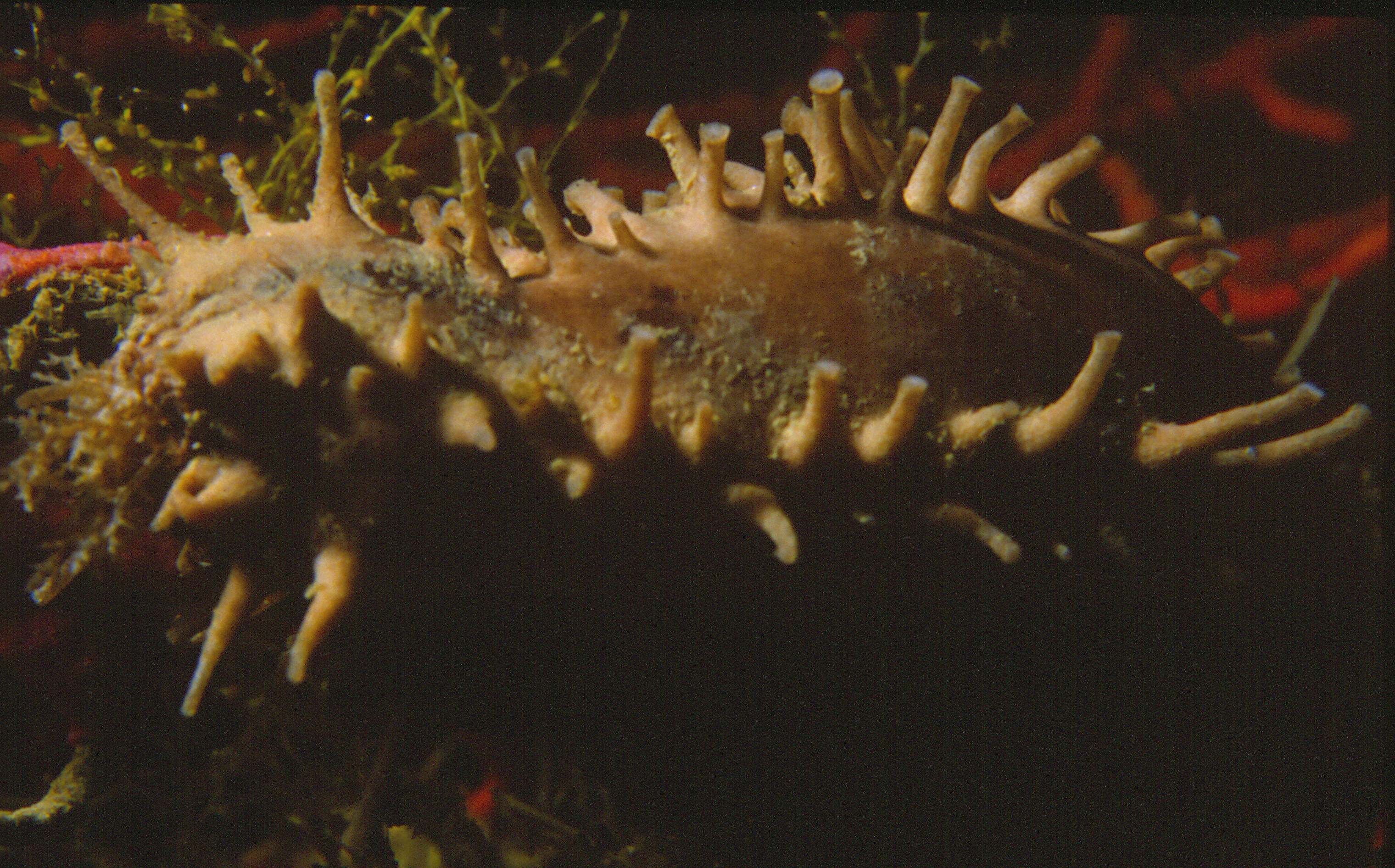
Ocnus planci
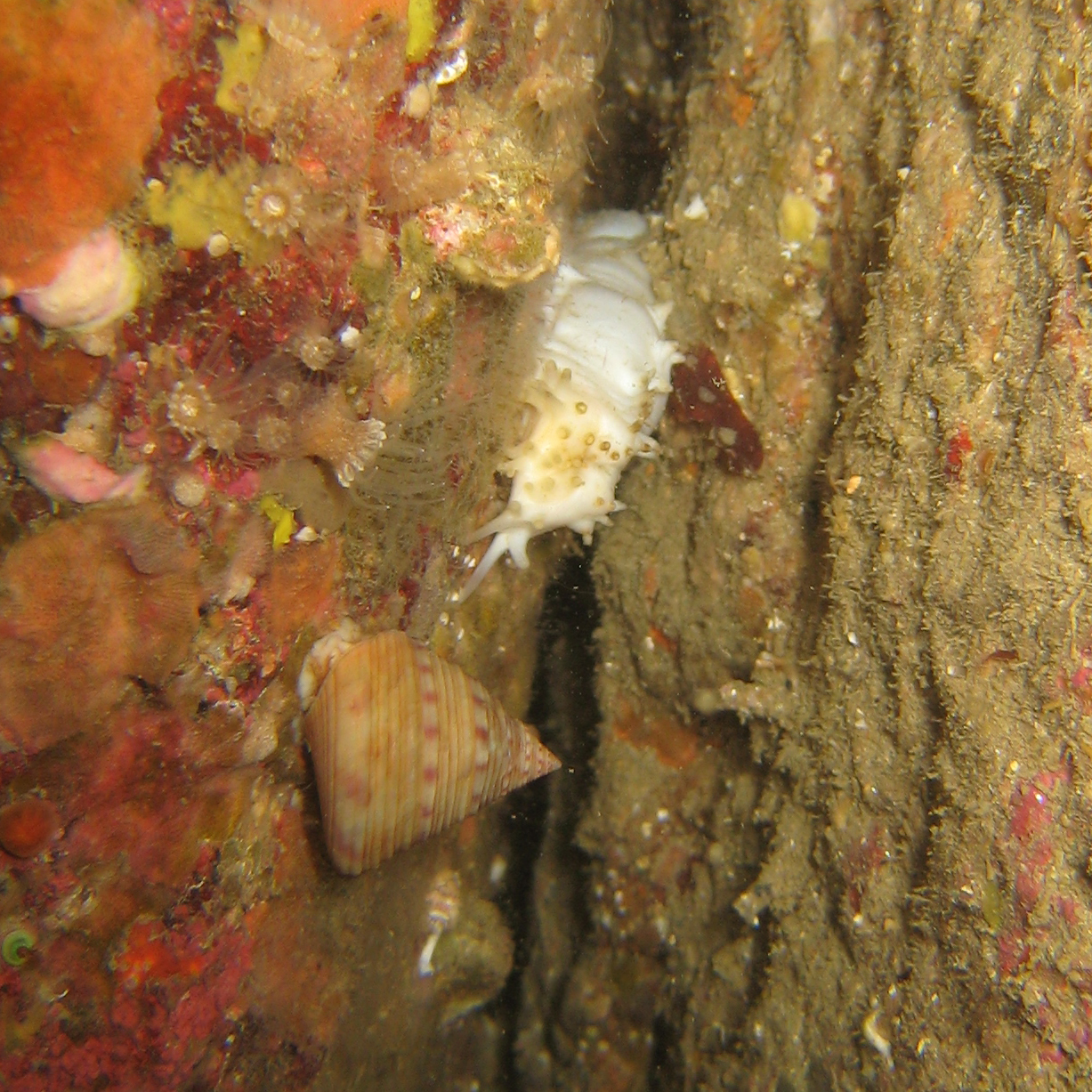
Pawsonia saxicola